# Ancienne synagogue de Commercy
L’ancienne synagogue de Commercy est un édifice situé dans la ville de Commercy, dans la Meuse en région Grand Est.

## Situation
Il se situe dans la sous-préfecture de la Meuse, à Commercy, à 1 rue des Juifs, rue qui a été aménagée entre 1715 et 1718.

## Histoire
La façade est inscrite au titre des monuments historiques par arrêté du 23 décembre 1926.
C’est la seule bâtisse à ne pas avoir été démolie lors du percement de l’avenue Stanislas en 1715.

## Description
La façade  de cette maison est caractéristique de l’architecture civile du XVIIIe siècle en Lorraine.